# Liste des circonscriptions électorales fédérales du Canada de 2003
Cet article concerne les circonscriptions en vigueur jusqu'aux élections de 2015. Pour les circonscriptions électorales actuelles, voir Liste des circonscriptions électorales fédérales du Canada.
Ceci est la liste des circonscriptions électorales fédérales du Canada, telles que définies par le Décret de représentation électorale de 2003, qui a reçu la sanction royale le 11 mars 2004. Il y avait, jusqu'aux élections de 2015, 308 circonscriptions (parfois appelées « comtés » dans le langage populaire) au Canada. Chaque circonscription est représentée à la Chambre des communes du Canada par un député, élu au suffrage universel à chaque élection générale.
Quatre circonscriptions qui furent créées par l'Acte de l'Amérique du Nord britannique de 1867 existent toujours : Beauce, Halifax, Shefford et Simcoe-Nord.

## Terre-Neuve-et-Labrador: 7 sièges
- Avalon
- Bonavista—Gander—Grand Falls—Windsor
- Humber—St. Barbe—Baie Verte
- Labrador
- Random—Burin—St. George's
- St. John's-Est
- St. John's-Sud—Mount Pearl

## Île-du-Prince-Édouard: 4 sièges
- Cardigan
- Charlottetown
- Egmont
- Malpeque

## Nouvelle-Écosse: 11 sièges
- Cape Breton—Canso
- Cumberland—Colchester—Musquodoboit Valley
- Dartmouth—Cole Harbour
- Halifax
- Halifax-Ouest
- Kings—Hants
- Nova-Centre
- Nova-Ouest
- Sackville—Eastern Shore
- South Shore—St. Margaret's
- Sydney—Victoria

## Nouveau-Brunswick: 10 sièges
- Acadie—Bathurst
- Beauséjour
- Fredericton
- Fundy Royal
- Madawaska—Restigouche
- Miramichi
- Moncton—Riverview—Dieppe
- Nouveau-Brunswick-Sud-Ouest
- Saint John
- Tobique—Mactaquac

## Québec: 75 sièges
| - Abitibi—Baie-James—Nunavik—Eeyou - Abitibi—Témiscamingue - Ahuntsic - Alfred-Pellan - Argenteuil—Papineau—Mirabel - Bas-Richelieu—Nicolet—Bécancour - Beauce - Beauharnois—Salaberry - Beauport—Limoilou - Berthier—Maskinongé - Bourassa - Brome—Missisquoi - Brossard—La Prairie - Chambly—Borduas - Charlesbourg—Haute-Saint-Charles - Châteauguay—Saint-Constant - Chicoutimi—Le Fjord - Compton—Stanstead - Drummond - Gaspésie—Îles-de-la-Madeleine - Gatineau - Haute-Gaspésie—La Mitis—Matane—Matapédia - Hochelaga - Honoré-Mercier - Hull—Aylmer - Jeanne-Le Ber - Joliette - Jonquière—Alma - La Pointe-de-l'Île - Lac-Saint-Louis - LaSalle—Émard - Laurentides—Labelle - Laurier—Sainte-Marie - Laval - Laval—Les Îles - Lévis—Bellechasse - Longueuil—Pierre-Boucher - Lotbinière—Chutes-de-la-Chaudière | - Louis-Hébert - Louis-Saint-Laurent - Manicouagan - Marc-Aurèle-Fortin - Mégantic—L'Érable - Mont-Royal - Montcalm - Montmagny—L'Islet—Kamouraska—Rivière-du-Loup - Montmorency—Charlevoix—Haute-Côte-Nord - Notre-Dame-de-Grâce—Lachine - Outremont - Papineau - Pierrefonds—Dollard - Pontiac - Portneuf—Jacques-Cartier - Québec - Repentigny - Richmond—Arthabaska - Rimouski-Neigette—Témiscouata—Les Basques - Rivière-des-Mille-Îles - Rivière-du-Nord - Roberval—Lac-Saint-Jean - Rosemont—La Petite-Patrie - Saint-Bruno—Saint-Hubert - Saint-Hyacinthe—Bagot - Saint-Jean - Saint-Lambert - Saint-Laurent—Cartierville - Saint-Léonard—Saint-Michel - Saint-Maurice—Champlain - Shefford - Sherbrooke - Terrebonne—Blainville - Trois-Rivières - Vaudreuil-Soulanges - Verchères—Les Patriotes - Westmount—Ville-Marie |

## Ontario: 106 sièges
| - Ajax—Pickering - Algoma—Manitoulin—Kapuskasing - Ancaster—Dundas—Flamborough—Westdale - Barrie - Beaches—East York - Bramalea—Gore—Malton - Brampton-Ouest - Brampton—Springdale - Brant - Bruce—Grey—Owen Sound - Burlington - Cambridge - Carleton—Mississippi Mills - Chatham-Kent—Essex - Davenport - Don Valley-Est - Don Valley-Ouest - Dufferin—Caledon - Durham - Eglinton—Lawrence - Elgin—Middlesex—London - Essex - Etobicoke-Centre - Etobicoke—Lakeshore - Etobicoke-Nord - Glengarry—Prescott—Russell - Guelph - Haldimand—Norfolk - Haliburton—Kawartha Lakes—Brock - Halton - Hamilton-Centre - Hamilton-Est—Stoney Creek - Hamilton Mountain - Huron—Bruce - Kenora - Kingston et les Îles - Kitchener-Centre - Kitchener—Conestoga - Kitchener—Waterloo - Lambton—Kent—Middlesex - Lanark—Frontenac—Lennox and Addington - Leeds—Grenville - London-Centre-Nord - London—Fanshawe - London-Ouest - Markham—Unionville - Mississauga—Brampton-Sud - Mississauga—Erindale - Mississauga-Est—Cooksville - Mississauga—Streetsville - Mississauga-Sud - Nepean—Carleton - Newmarket—Aurora | - Niagara Falls - Niagara-Ouest—Glanbrook - Nickel Belt - Nipissing—Timiskaming - Northumberland—Quinte West - Oak Ridges—Markham - Oakville - Oshawa - Ottawa-Centre - Ottawa—Orléans - Ottawa-Ouest—Nepean - Ottawa-Sud - Ottawa—Vanier - Oxford - Parkdale—High Park - Parry Sound—Muskoka - Perth—Wellington - Peterborough - Pickering—Scarborough-Est - Prince Edward—Hastings - Renfrew—Nipissing—Pembroke - Richmond Hill - Sarnia—Lambton - Sault Ste. Marie - Scarborough—Agincourt - Scarborough-Centre - Scarborough—Guildwood - Scarborough—Rouge River - Scarborough-Sud-Ouest - Simcoe—Grey - Simcoe-Nord - St. Catharines - St. Paul's - Stormont—Dundas—South Glengarry - Sudbury - Thornhill - Thunder Bay—Rainy River - Thunder Bay—Superior-Nord - Timmins—Baie James - Toronto-Centre - Toronto—Danforth - Trinity—Spadina - Vaughan - Welland - Wellington—Halton Hills - Whitby—Oshawa - Willowdale - Windsor-Ouest - Windsor—Tecumseh - York-Centre - York-Ouest - York—Simcoe - York-Sud—Weston |

## Manitoba: 14 sièges
- Brandon—Souris
- Charleswood—St. James—Assiniboia
- Churchill
- Dauphin—Swan River—Marquette
- Elmwood—Transcona
- Kildonan—St. Paul
- Portage—Lisgar
- Provencher
- Saint-Boniface
- Selkirk—Interlake
- Winnipeg-Centre
- Winnipeg-Centre-Sud
- Winnipeg-Nord
- Winnipeg-Sud

## Saskatchewan: 14 sièges
- Battlefords—Lloydminster
- Blackstrap
- Cypress Hills—Grasslands
- Desnethé—Missinippi—Rivière Churchill
- Palliser
- Prince Albert
- Regina—Lumsden—Lake Centre
- Regina—Qu'Appelle
- Saskatoon—Humboldt
- Saskatoon—Rosetown—Biggar
- Saskatoon—Wanuskewin
- Souris—Moose Mountain
- Wascana
- Yorkton—Melville

## Alberta: 28 sièges
| - Calgary-Centre - Calgary-Centre-Nord - Calgary-Est - Calgary-Nord-Est - Calgary—Nose Hill - Calgary-Ouest - Calgary-Sud-Est - Calgary-Sud-Ouest - Crowfoot - Edmonton-Centre - Edmonton-Est - Edmonton—Leduc - Edmonton—Mill Woods—Beaumont - Edmonton—Sherwood Park | - Edmonton—Spruce Grove - Edmonton—St. Albert - Edmonton—Strathcona - Fort McMurray—Athabasca - Lethbridge - Macleod - Medicine Hat - Peace River - Red Deer - Vegreville—Wainwright - Westlock—St. Paul - Wetaskiwin - Wild Rose - Yellowhead |

## Colombie-Britannique: 36 sièges
| - Abbotsford - Burnaby—Douglas - Burnaby—New Westminster - Cariboo—Prince George - Chilliwack—Fraser Canyon - Colombie-Britannique-Southern Interior - Delta—Richmond-Est - Esquimalt—Juan de Fuca - Fleetwood—Port Kells - Île de Vancouver-Nord - Kamloops—Thompson—Cariboo - Kelowna—Lake Country - Kootenay—Columbia - Langley - Nanaimo—Alberni - Nanaimo—Cowichan - New Westminster—Coquitlam - Newton—Delta-Nord | - North Vancouver - Okanagan—Coquihalla - Okanagan—Shuswap - Pitt Meadows—Maple Ridge—Mission - Port Moody—Westwood—Port Coquitlam - Prince George—Peace River - Richmond - Saanich—Gulf Islands - Skeena—Bulkley Valley - Surrey-Nord - Surrey-Sud—White Rock—Cloverdale - Vancouver-Centre - Vancouver-Est - Vancouver Kingsway - Vancouver Quadra - Vancouver-Sud - Victoria - West Vancouver—Sunshine Coast—Sea to Sky Country |

## Yukon: 1 siège
- Yukon

## Territoires du Nord-Ouest: 1 siège
- Western Arctic

## Nunavut: 1 siège
- Nunavut